# Антиминс
Антиминс е парче плат, на което се извършва Евхаристията. При освещаването му в него се поставя частица от мощите на светец. Произлиза от гръцката дума αντι (вместо) и латинската дума mensa (олтарна маса, трапеза). Може да бъде преведена като вместотрапезие.
В древната Църква антиминс се използва там, където няма олтарни трапези за извършване на богослужението. Удобен е за употреба по време на военни походи, както и за монасите в пустинята.
В началото те не били изработвани от плат, а представлявали каменна плочка, дървена дъска, оловна плочка, печена глина и по-рядко плочка от слонова кост.
В правило на Константинополския патриарх Никифор Изповедник, включено в каноничния сборник Азбучна синтагма на Матей Властар от 14 век, се уточнява, че антиминсите безпрепятствено се пращат там, където имат нужда от тях, и не се ограничават в този или онзи предел на известна земя, но се пращат и в чужда земя, както и свето миро…
|  | Тази страница представлява или съдържа производна работа на страницата Антиминс от сайта [bg.orthodoxwiki.org Енциклопедия „Двери“] към 28 ноември 2007. Оригиналният текст с автор(и) Constantine, както и тази производна версия, са защитени от Криейтив Комънс лиценз, лиценз за свободна документация на ГНУ или друг лиценз, съвместим с Уикипедия. ВАЖНО: Този шаблон се отнася единствено до авторските права върху съдържанието на статията. Добавянето му не отменя изискването да се посочват конкретни източници на твърденията, които да бъдат благонадеждни. |